# Kratka priča
Kratka priča je oblik kratke narativne proze. Kratke priče su sažetije u usporedbi s dužim djelima fikcije, kao što su novele (u suvremenom smislu) i romani. 
Početci kratkih priča nalaze se u tradicijama usmenog prepričavanja i proznih anegdota; ukratko opisana situacija koja brzo dolazi do srži. S usponom komparativno realističnog romana, kratka priča razvila se u minijaturu. Neke od njenih prvih savršenih, neovisnih primjera nalazimo u djelima E.T.A. Hoffmanna i Antona Čehova. Mnogi autori današnjice objavljuju kompilacije svojih kratkih priča u zbirkama. 

## Povijest

### Suvremene kratke priče
Suvremene kratke priče pojavljuju se kao zaseban žanr početkom 19. stoljeća. Rani primjeri zbirki kratkih priča, uključuju "Bajke" (1824-1826) braće Grimm, "Večeri na majuru kod Dikanjke" (1831-1832) Nikolaja Gogolja, "Priče Groteske i Arabeske" (1839) Edgara Allana Poea i "Dvaput ispričane priče" (1842) Nathaniela Hawthorna. Krajem 19. stoljeća, rast tiskanih časopisa stvorio je veliku tržišnu potražnju za kratkim pričama dužine od 3 do petnaest tisuća riječi. Jedna od poznatih priča tog doba je i Čekhov "Odjel br. 6".
Prvom polovinom 20. stoljeća nekolicina poznatih časopisa kao što su "The Atlantic Monthly", "Scribner's" i "The Saturday Evening Post", objavljuje kratke priče u svakom izdanju. Potražnja za kvalitetnim kratkim pričama, kao i naknada piscima, bile su toliko visoke, da se F. Scott Fitzgerald u nekoliko navrata posvetio pisanju kratkih priča ne bi li otplatio neke od svojih mnogobrojnih dugova. 
Potražnja za kratkim pričama dosegla je svoj vrhunac sredinom 20. stoljeća, kada je 1952. časopis "Life" objavio dugu kratku priču (novelu) Ernesta Hemingwaya, "Starac i More". Izdanje časopisa koje sadrži ovu priču prodano je, u samo dva dana, u 5 300 000 primjeraka.
Broj komercijalnih časopisa u kojima se objavljuju kratke priče otada je u stalnom padu, iako ih još uvijek objavljuju u nekolicini poznatih tiskovina kao "The New Yorker". Časopisi o književnosti također objavljuju kratke priče. Kratke su priče osim toga odnedavna zaživjele i novim 'online' životom, gdje se objavljuju u časopisima, u zbirkama organiziranim prema autoru ili temi, na blogovima, Podcastima i web stranicama.

### Elementi i obilježja
U odnosu na roman, kratka priča teži jednostavnosti. Kratka se priča obično usredotočuje na samo jedan događaj, ima jedan zaplet, jedan splet okolnosti, ograničen broj likova, i pokriva kratak vremenski period. 
U dužim djelima fikcije, priče često sadrže osnovne elemente dramatičke strukture; uvod (u okolnosti, situaciju i glavne likove); zaplet (događaj koji predstavlja predstojeći sukob); rastuću krizu (odlučujući trenutak za glavni lik i njegovu predanost određenom smjeru djelovanja); vrhunac (točka najvišeg interesa u smislu sukoba, i dio priče s najintenzivnijim djelovanjem); rasplet (rješenje sukoba); i pouku.
Zbog njihove kratkoće, kratke priče mogu i ne moraju pratiti ovu matricu. Primjerice, moderne kratke priče tek rijetko imaju uvod. Češće se događa nagli početak, gdje priča započinje usred djelovanja. Poput dugih, kratke priče imaju vrhunac, krizu ili preokret. Krajevi mnogih kratkih priča su međutim isto tako nagli i otvoreni kao i početci, te mogu i ne moraju sadržavati pouku ili praktičnu lekciju. 
Naravno, kao i sa svakom vrstom umjetnosti, točne osobine kratke priče mijenjaju se ovisno o piscu. 

### Dužina
Odrediti što to točno razlikuje kratku priču od dužeg fiktivnog oblika, problematičan je zadatak. Klasična definicija kratke priče je u tome da se može pročitati u jednom mahu, ideja najzamjetnije prenesena u eseju "Filozofija kompozicije" Edgar Allan Poea (1846). Druge definicije ocrtavaju gornju granicu kod 7 500 riječi. U modernoj uporabi, termin kratka priča se često odnosi na djelo fikcije od 1 000 do 20 000 riječi.

## Izbor slavnih kratkih priča
- Posljednje pitanje ("The Last Question"), Isaac Asimov (Online Text  Arhivirana inačica izvorne stranice od 12. srpnja 2018. (Wayback Machine))
- Na sovinu mostu ("An Occurrence at Owl Creek Bridge"), Ambrose Bierce (online text  Arhivirana inačica izvorne stranice od 15. travnja 2007. (Wayback Machine))
- Srdačno vaš, Jack Trbosjek ("Yours Truly, Jack the Ripper"), Robert Bloch
- Alef ("The Aleph"), Jorge Luis Borges
- Zvuk grmljavine ("A Sound of Thunder"), Ray Bradbury
- Katedrala ("Cathedral"), Raymond Carver (online text)
- Dama sa psom ("Lady with Lapdog" ili "Lady with the Dog"), Anton Čehov
- Priča o jednome satu ("The Story of an Hour"), Kate Chopin (online text)
- Najopasnija igra ("The Most Dangerous Game"), Richard Connell (online text  Arhivirana inačica izvorne stranice od 5. srpnja 2018. (Wayback Machine))
- Ruža za Emily ("A Rose for Emily"), William Faulkner
- Mladi Goodman Brown ("Young Goodman Brown"), Nathaniel Hawthorne (online text  Arhivirana inačica izvorne stranice od 31. ožujka 2007. (Wayback Machine))
- Ubojice ("The Killers"), Ernest Hemingway
- Dar mudraca ("The Gift of the Magi"), O. Henry (online text)
- Sanjiva dolina ("The Legend of Sleepy Hollow"), Washington Irving
- Lutrija ("The Lottery"), Shirley Jackson (online text  Arhivirana inačica izvorne stranice od 19. lipnja 2018. (Wayback Machine))
- Majmunska šapa ("The Monkey's Paw"), W.W. Jacobs
- Mrtvi ("The Dead"), James Joyce (online text)
- U kažnjeničkoj koloniji ("In the Penal Colony"), Franz Kafka (online text)
- Moj sin fanatik ("My Son the Fanatic"), Hanif Kureishi (online text)
- Ktuluov zov ("The Call of Cthulhu"),  H.P. Lovecraft (online text)
- Muha ("The Fly"), Katherine Mansfield
- Pisar Bartleby ("Bartleby, the Scrivener"), Herman Melville (online text)
- Teško je naći dobroga čovjeka ("A Good Man Is Hard to Find"), Flannery O'Connor (online text  Arhivirana inačica izvorne stranice od 1. srpnja 2018. (Wayback Machine))
- Liječnikov sin ("The Doctor's Son"), John O'Hara
- Izdajničko srce ("The Tell-Tale Heart"), Edgar Allan Poe (online text  Arhivirana inačica izvorne stranice od 5. srpnja 2018. (Wayback Machine))
- Vampir ("The Vampyre"), John Polidori (online text)
- Smrtni besmrtnik ("The Mortal Immortal"), Mary Shelley (online text)
- Usamljenost maratonca ("The Loneliness of the Long Distance Runner"), Alan Sillitoe
- Spinoza s tržnice ("The Spinoza of Market Street"), Isaac Bashevis Singer (online text)
- Dama ili zvijer ("The Lady, or the Tiger?"), Frank R. Stockton (Online Text)
- Tajni život Waltera Mittyja ("The Secret Life of Walter Mitty"), James Thurber (Online Text  Arhivirana inačica izvorne stranice od 25. travnja 2007. (Wayback Machine))
- Smrt Ivana Iljiča ("The Death of Ivan Ilyich"), Lav Tolstoj (online text)
- Odiseja na Marsu ("A Martian Odyssey"), Stanley G. Weinbaum.
- Crvena soba ("The Red Room"), H.G. Wells (Online Text)

## Vanjske poveznice
- Short Stories na Curlie
- WikiStory.com  Arhivirana inačica izvorne stranice od 21. kolovoza 2008. (Wayback Machine)
- Bajkosvijet.com - Kratke priče za laku noć za djecu